# Löwendenkmal Bochum

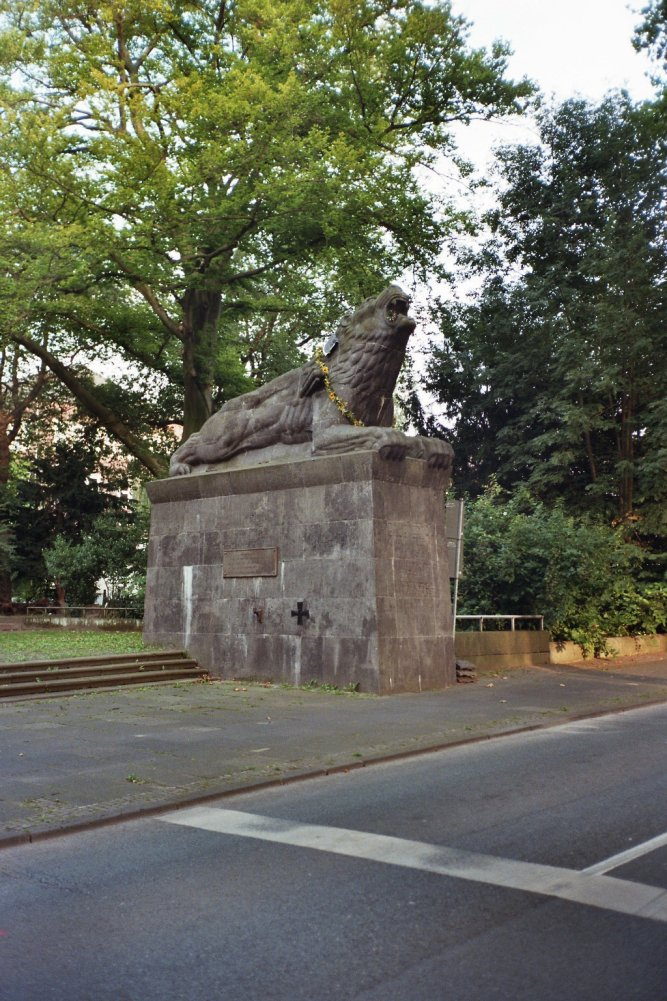
Das Löwendenkmal

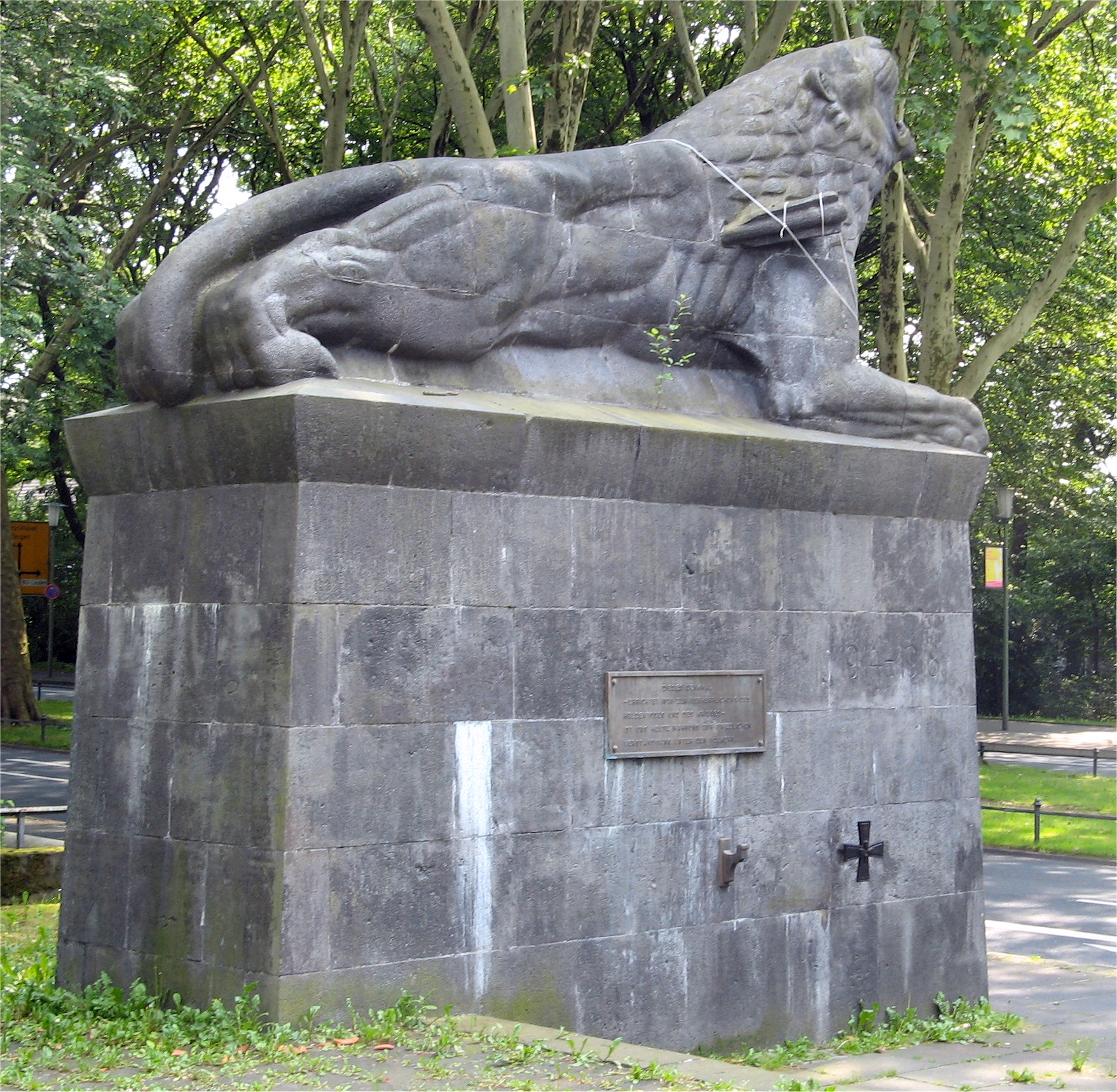

Das Löwendenkmal an der Königsallee direkt neben der Schiller-Schule ist das kommunale Kriegerdenkmal für die im Ersten Weltkrieg 1914–18 gefallenen Söhne der Stadt Bochum.

## Hintergrund
Der überdimensionale, durch einen in der rechten Seite steckenden Pfeil tödlich getroffene, steinerne Löwe brüllt seinen Schmerz in die Richtung des „Erbfeindes“ Frankreich und erinnert bildlich an die Opfer dieses Ersten Weltkrieges. Es sei ein „... Sinnbild, daß das deutsche Vaterland zwar zerschlagen und verwundet, nicht aber tot am Boden liege.“
Die Widmungsinschrift am Sockel will die Empfindungen einer Nachkriegsgeneration rechtfertigen: 
Das Denkmal, dessen Errichtung durch Sammlungen und Spenden – insgesamt 65.000 Reichsmark – der im Kyffhäuserbund vereinigten Veteranen ermöglicht wurde, wurde am 13. Mai 1928 feierlich eingeweiht. Fast fünftausend Mitglieder der Kriegervereine und des Stahlhelmbundes marschierten durch die Stadt zur Denkmalenthüllung. Die Eröffnungsrede hielt der Vorsitzende des Kreiskriegerverbandes, Bergwerksdirektor Hilgenstock. Unter den Ehrengästen war auch Generalfeldmarschall August von Mackensen zu sehen, der schon damals als letzter Vertreter der längst vergangenen Kaiserzeit galt. In der folgenden Gedenkfeier im Parkhaus betonte er „... daß das Vermächtnis der Toten nicht besser geehrt werden könne, als daß man den deutschen Geist, für den sie gelitten und gestorben seien, in der Jugend fortpflanze.“
Schöpfer des Löwendenkmals war der Kölner Bildhauer Willy Meller, der auch das Denkmal „Schaffender Mensch“ vor der Firma Eickhoff und das Ziegelrelief mit der Plastik des Merkur an der Bochumer Hauptpost geschaffen hat.
Am Volkstrauertag 1983 wurde im Rahmen einer öffentlichen Gemeinschaftsaktion linker Jugendorganisationen (SDAJ, Die Falken) sowie Gewerkschaftsaktivisten von IG Metall und ÖTV ein Teil der Inschrift des Denkmals herausgemeißelt, bevor die Polizei eingriff. Die Westdeutsche Allgemeine Zeitung (WAZ) übertitelte die Aktion am folgenden Tag im Bochumer Lokalteil mit der Headline „Nicht mehr unbesiegt“. Der Aktion gingen mehrere erfolglose Versuche voraus, die Stadtverwaltung Bochum zum Abriss des Denkmals zu bewegen.
Im Jahre 1987 wurde erneut die Frage aufgeworfen, ob dieses Denkmal nicht besser abgerissen werden sollte. Die Stadt Bochum entschied sich dagegen und die Sonderkommission „Denkmal vor der Schule“ wurde gegründet.
Schließlich wurde 1990 eine Erläuterungstafel bewilligt und neben der alten Inschrift angebracht, die den Nationalismus und Militarismus der damaligen Zeit zum Ausdruck bringt. Die Inschrift der neuen Tafel aus Bronze lautet: „Dieses Denkmal – errichtet – 1928 zur Verherrlichung des Heldentodes und des Krieges – ist uns heute Mahnung zur friedlichen Verständigung unter den Völkern!“